# Gagnef (commune)
La commune de Gagnef est une commune du comté de Dalarna. 10 024 personnes y vivent. Son siège se trouve à Djurås.
L'économie locale est dominée par des petites et moyennes entreprises actives principalement dans le domaine de l'industrie forestière.

## Localités principales
- Björbo
- Bäsna
- Dala-Floda
- Djurmo
- Djurås
- Gagnef
- Mockfjärd
- Sifferbo